# Vernonia rubricaulis
Vernonia rubricaulis là một loài thực vật có hoa trong họ Cúc. Loài này được Bonpl. miêu tả khoa học đầu tiên.